# Pandaro
Pandaro (in greco antico: Πάνδαρος?; in latino Pandarus) è un personaggio della mitologia greca, figlio di Licaone e di Licia.

## Il mito

### Le origini
Principe di Zelea, ai piedi del monte Ida, era un abile arciere, premiato dal dio Apollo con il dono di un bellissimo arco, derivato dalle corna di uno stambecco, ornato da borchie d'oro.

### La morte
Il IV e V canto dell'Iliade tracciano di questo personaggio un ritratto non molto edificante.
Dopo il duello tra Menelao e Paride, venne stabilita la pace fra i due schieramenti. Pandaro però, sotto inganno di Atena, violò i patti colpendo con una freccia al fianco Menelao. Durante la battaglia che ne seguì ferì Diomede a una spalla. L'eroe acheo pregò allora la dea Atena, sua protettrice, di potersi vendicare uccidendo il suo feritore. Assistito da Enea, che gli prestò il suo carro, Pandaro funse per lui da auriga. Pandaro ed Enea mossero insieme contro Diomede. Pandaro, scoraggiato dal fatto di non avere ucciso il re di Argo col suo arco, scagliò invano il suo giavellotto contro il figlio di Tideo: questi invece riuscì a colpire il nemico in pieno volto, uccidendolo.
(Omero, Iliade, Canto V)
Dopo la sua morte vi fu un combattimento presso il suo cadavere, combattimento nel quale Enea venne quasi ucciso da Diomede, ma fu salvato dalla madre Afrodite e da Apollo.

## Pandaro nella cultura moderna
Pandaro è uno dei personaggi nella tragedia shakesperiana Troilo e Cressida: vi appare come zio della protagonista.

## Curiosità
- A Pandaro è intitolato l'asteroide troiano 2674 Pandarus.

## Omonimi
Non va confuso con un guerriero troiano menzionato nell'Eneide, che muore in guerra per mano di Turno.